# Trichospilus lutelineatus
Trichospilus lutelineatus är en stekelart som först beskrevs av Yin-Xia Liao 1987.  Trichospilus lutelineatus ingår i släktet Trichospilus och familjen finglanssteklar. Inga underarter finns listade i Catalogue of Life.